# Stielhandgranate 24
A Stielhandgranate 24 (rövidítve StHgr 24) a német hadsereg szabványos kézigránátja volt az első világháború elejétől a második világháború végéig. Jellegzetes alakja miatt a szövetséges katonák körében krumplinyomóként volt ismert, manapság pedig a 20. század egyik legkönnyebben felismerhető fegyverének tekinthető.

## Leírás

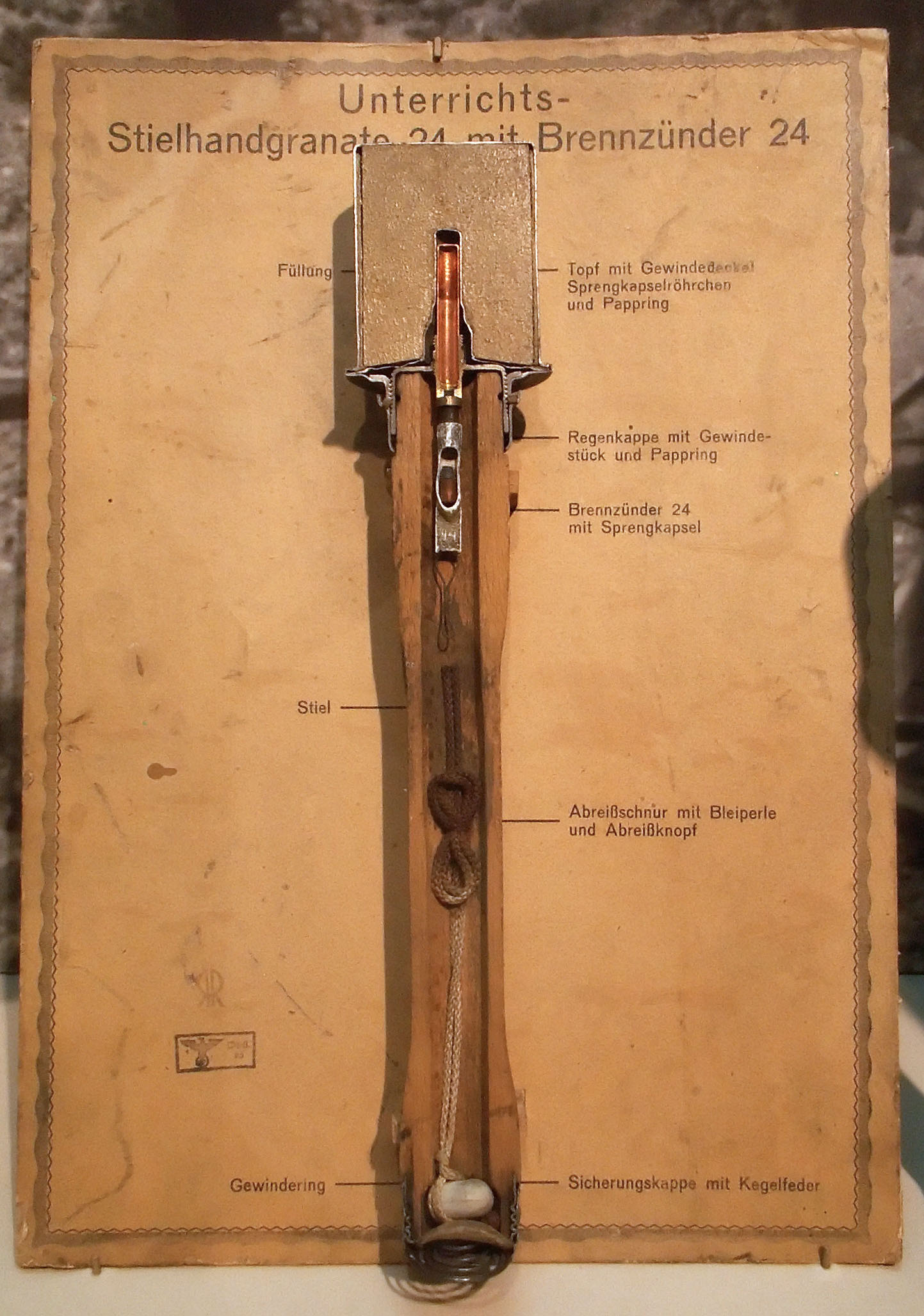
Stielhandgranate 24 metszete

Bádoglemezből készült fejjel és üreges fa nyéllel ellátott késleltető gyújtós kézigránát. A mindkét végén vasalt és zsinórmenettel ellátott nyél felső részében található a dörzsgyújtó, amelynek húzózsinórját a nyél másik végén lévő zárókupak lecsavarása után a zsinórra kötött porcelán gyöngynél fogva lehet kirántani. A fej lecsavarása után láthatóvá válik a nyél felső végén a gyutacs befogadására szolgáló és szállítás közben zárócsavarral lezárt nyílás; a gyutacs felső része a fej belsejében kialakított üregbe kerül az összeszerelés után. A gránát fejének többi részét a robbanóanyag tölti ki.
A háború alatt acéllemezből készült, esetenként függőleges és vízszintes rovátkolással ellátott hatásnövelő burkot is kifejlesztettek az amúgy nem túl nagy repeszhatású gránáthoz. Egy, a nyél helyére becsavarható csavarmenetes adapter segítségével pedig az Eihandgranate 39 gyújtóival is fel lehet szerelni; hasonló megoldást már az első világháborúban is alkalmaztak a Stielhandgranate 24 kézigránát elődeinél.

### Jelzése
A gránáttestbe, a nyélbe és a gyújtóba azok gyártójára és gyártási évére utaló betűkódot és számokat, valamint átvevőjegyet ütnek.

### Festése
A fejrész és a markolat zárókupakja német tábori szürkére van festve. A fejrészen fehér „VOR GEBRAUCH SPRENGKAPSEL EINSETZEN” (használat előtt a gyutacsot beszerelni) utasítás olvasható. A gyártó jelzését és az átvevőjegyet a fejrészen bélyegzéssel is feltüntetik.

### Szállítása
15 darab kézigránát, 15 darab gyújtó és 15 darab gyutacs egy tábori szürkére festett, oldalán fehér „15 Stielhgr. 24.” felirattal ellátott aktatáska formájú bádograkaszban. A rakaszban egy kivehető szállítókeret található, amelynek felső oldalára 7 darab, alsó oldalára 8 darab gránát van rugós kapcsokkal rögzítve. A keret felső, hordfogantyúval ellátott részén két tárolórekesz van kialakítva a gyújtókat és gyutacsokat tartalmazó dobozok számára. A szállítórakasz belsejébe a tartalomra, a gyártásra és a szerelésre utaló feliratot tartalmazó papírcédulát ragasztanak, vagy felfestik ezeket az információkat. A gránátokkal teli rakasz tömege 15 kilogramm, mérete 48×38×13 centiméter.
Létezik ugyancsak 15 darab kézigránátot tartalmazó fából készült rakasz is. A tábori szürkére festett, egyszerű fedéllel ellátott lapos faláda tetején az alapszíntől elütő fehér
„15 Stielhgr. 24

15 BZ. 24

15 Spr. Kaps. Nr. 8”,
valamint a láda súlyát jelző felirat áll. A ládában két, a gránátok fejrészének és nyelének megfelelően kivágott falap van, amelyben alul 8 darab, felül 7 darab gránátnak van hely. Ahhoz, hogy az alsó sorhoz hozzá lehessen férni, a ládát meg kell fordítani, majd a fenéklapot a fedélhez hasonló módon fel kell nyitni. A gyújtókat és gyutacsokat tartalmazó bádogdobozokat a láda fogantyúval ellátott oldala mentén kialakított két rekeszbe málházzák. Belülre és a láda oldalára a tartalomra, a gyártásra és a szerelésre utaló feliratot tartalmazó papírcédulát ragasztanak. A gránátokkal teli rakasz tömege 14 kilogramm, mérete 45×39×17 centiméter.
A fenti típus egyszerűsített változatának csak egy fedele van, és a két sor gránátot elválasztó falap kivehető. Szürkére festve és festetlenül is előfordul. A gránátokkal teli rakasz tömege 13,5 kilogramm, mérete 50×39×14 centiméter.

## Működése

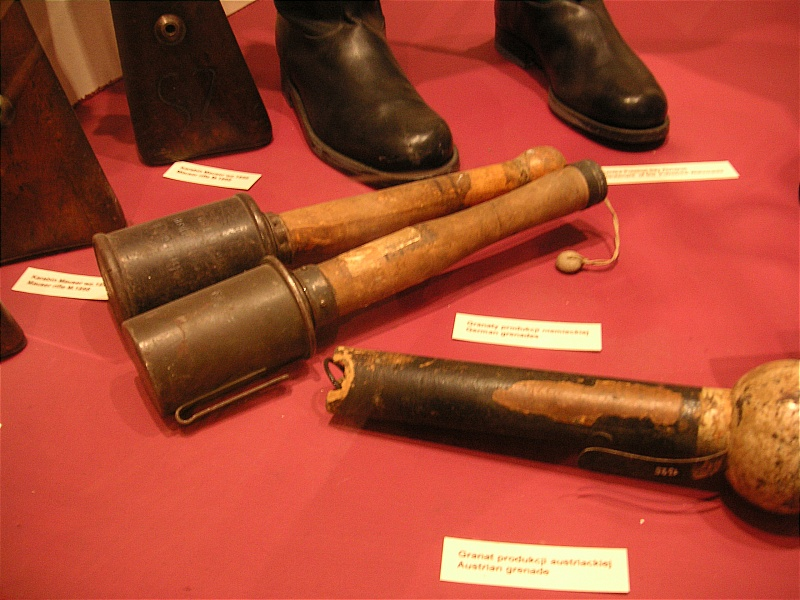
Első világháborús német kézigránátok porcelánból készült osztrák-magyar rokonukkal

A szállító ládából kivett gránátokat használat előtt élesíteni kell, vagyis a külön csomagolt gyutacsot a nyél lecsavarása és a zárócsavar eltávolítása után be kell helyezni a nyélben lévő gyújtóba. Amennyiben a gyújtó még nincs a nyélben, beszerelésekor annak dróthurkára fel kell erősíteni a húzózsinórt is a zsinór felső végén lévő kisebbik gyöngy segítségével.
Dobás előtt le kell csavarni a markolat végén lévő kupakot, ki kell rántani a dörzsgyújtó húzózsinórját, majd a kézigránát eldobása következik. A dörzsgyújtóban keletkező szikra begyújtja a késleltető lőport, az pedig végigégése után a gyutacsot, ami felrobbantja a gránátot.
Támadásra számítva lehetőség volt arra is, hogy a nyél végét lezáró kupakot előre lecsavarják, amivel értékes időt lehetett megtakarítani. Ez azonban egyben veszélyforrás is, mivel a dörzsgyújtó szabaddá váló húzózsinórja könnyen beleakadhat valamibe, ami robbanáshoz vezethet. Ha már nincs rá szükség, a zárókupakot ezért ajánlott volt visszatenni.
Ha az élesített gránátot előreláthatóan hosszabb ideig nem használták, akkor kivették belőle a gyutacsokat, majd elcsomagolták.
Az Eihandgranate 39 gyújtóival felszerelt kézigránát élesítése és működése megegyezik az Eihandgranate-nál leírtakkal.
A Stielhandgranate 43-hoz is alkalmazható hatásnövelő burkolatok többféle kialakításban készültek; legegyszerűbb típusuk egy hosszában felhasított hengerpalástot formáz, amit csak fel kell húzni a gránátfejre. Egy másik változatra három karmot erősítettek, amelyek a gránátfej alsó peremébe kapaszkodnak, és egy csúszógyűrűvel lehet rögzíteni őket.